# Orsero
Orsero S.p.A. è un gruppo agroalimentare italiano, specializzato nella produzione, importazione, esportazione e commercializzazione di prodotti ortofrutticoli.

## Storia
L’azienda nasce negli anni quaranta su iniziativa di Antonio Orsero, grossista e fruttivendolo di Magliolo.
Nel 1961, Raffaello Orsero, già diplomato in Ragioneria, e dopo aver rinunciato agli studi di Economia e commercio per dedicarsi a tempo pieno alla ditta di famiglia, fonda assieme ai fratelli Luciano e Gianni, una piccola azienda per la commercializzazione dei prodotti ortofrutticoli dando vita alla Fratelli Orsero, che nel 1970 diventa Fruttital Distribuzione. 
Nel 1976 gli Orsero si accordano col colosso agroalimentare Del Monte, ottenendo la commercializzazione esclusiva di banane e ananas per il bacino Mediterraneo attraverso la Simba (Società italiana importazione banane) SpA importando inoltre pere dall’Argentina, pompelmi da Israele, ananas dalla Costa d'Avorio, uva dal Sudafrica, kiwi dalla Nuova Zelanda. Nel 1981 costituiscono la Reefer Terminal SpA, società che costruisce nel porto di Vado Ligure un terminale per la movimentazione di prodotti ortofrutticoli freschi dalle navi frigorifere bananiere e il loro stoccaggio e poi ampliato una prima volta nel 1990 e una seconda nel 1999. Nel 1985 attraverso Fruttital acquisisce AZ France e le sue filiali.
Gli Orsero s’imbarcano quindi nel mondo armatoriale e nel 1989 danno vita ad A.P. Armatori Partenopei e Cosiarma per costruire navi frigorifere. Nel 1990 tutta la sessantina di società di produzione, distribuzione, logistica e armatoriali vengono raggruppate nella capofila, la GF Invest SpA (poi GF Group SpA), della quale Raffaello Orsero diviene presidente e amministratore delegato; gruppo societario quest’ultimo che vede i membri della famiglia Orsero detenere la maggioranza delle quote azionarie e le famiglie Tacchini e Ottonello, anch’esse pietresi, l’azionariato di minoranza. 
Nel mentre il gruppo continua a espandersi: negli anni ‘90 arriva in Portogallo con Eurofrutas, nel 1996 sbarca in Grecia con Bella Frutta e nel 2002 in Spagna, dove acquisisce il 50% di Hermanos Fernández López, acquisendo inoltre, nel 1998, la Costa Container Lines della quale diventa presidente. Poco dopo, nel 2001, il Presidente della Repubblica Carlo Azeglio Ciampi nomina Raffaello Orsero cavaliere del lavoro e nel 2004 l'Università degli Studi di Genova gli conferisce la laurea honoris causa in Economia aziendale.
Altro ramo imprenditoriale cui si dedicano è quello dell'edilizia, creando la società Blau Meer, specializzata nelle grandi opere e con sede ad Albenga con la quale partecipano alla realizzazione del progetto firmato dall’architetto spagnolo Ricardo Bofill, incaricato della riqualificazione della Vecchia Darsena del porto savonese e di ridisegnarne il frontemare, andando inoltre a investire anche in Cina in un impianto per la conservazione di mele Fuji nella provincia dello Hebei, a nord di Pechino. Opere di cui Raffaello Orsero non vedrà il completamento.